# Classic Grand Besançon Doubs 2021
Classic Grand Besançon Doubs 2021 er den første udgave af det franske cykelløb Classic Grand Besançon Doubs. Det knap 200 km lange linjeløb bliver kørt i departementet Doubs den 16. april 2021 med start i Besançon og mål i Marchaux. Løbet er en del af UCI Europe Tour 2021.

## Resultat
| \| Samlede stilling \| Samlede stilling \| Samlede stilling \| Samlede stilling \| Samlede stilling \| \| Rytter \| Rytter \| Hold \| Tid \| \| \| ---------------- \| ---------------- \| ---------------- \| ---------------- \| ---------------- \| |        |      |     |
| |        |      |     |
| Kilde: ProCyclingStats |        |      |     |
| Samlede stilling |        |      |     |
| Rytter | Rytter | Hold | Tid |